# 浄円院
浄円院（じょうえんいん、明暦元年（1655年） - 享保11年6月9日（1726年7月8日））は、紀州藩主徳川光貞の側室で、江戸幕府8代将軍徳川吉宗の生母。本名は「もん」で、「紋」「紋子」などと表記される。「お由利の方」の名でも知られる。

## 生涯

### 出自

#### 各種記録の記載
『寛政重修諸家譜』（以下『寛政譜』）によれば、父は巨勢利清（八左衛門）、母は壺井義高（源兵衛）の娘。巨勢家は、江戸時代初頭に幕府の大工頭として活動した中井正清の同族で、正清の叔父・正利の曽孫が利清である。
『徳川実紀』は巨勢利清を紀州藩士（「紀伊の家士」）と記すが、延宝5 - 6年（1677年 - 1678年）成立の紀州藩の分限帳に巨勢姓の人物は見えず、疑わしい。浄円院の出自は「卑賤」（武家世界から見て低い身分）であったとされ、『玉輿記』や『柳営婦女伝系』などでは、父は紀州の百姓であったとする。『柳営婦女伝系』の編纂姿勢や信憑性には問題があるものの、浄円院の家族がもともと武家身分ではなかったことの反映と見られる（#備考節参照）。なお、母方祖父の壺井義高について、『寛政譜』は大覚寺宮（門跡）の家司と記すが、これを傍証する史料はない。
歴史学者の藤本清二郎によれば、浄円院の出自について個別に検討した論文は、2017年時点でほとんど存在しない。藤本は、和歌山に残る断片的な史料や「大工頭中井家文書」の検討から、次節のように浄円院の生い立ちを描いている。

#### 大工頭中井家と巨勢家
大工頭を務めた中井家は、古代氏族・巨勢氏の末裔といい、中井正吉（正清の父）が母方の名字により中井を称した。
「大工頭中井家文書」には、中井本家がしばしば編纂した親族の系譜類があり、正利の子孫を中井本家が認識していたことは確認できる。正利とその子・利次は、大工頭である本家とともに業務をともにしたが、3代目の利盛の時には大工頭に関連する職から離れていたとみられる。中井家の拠点であった大和国から京都に移っており、中井の家名を改めて巨勢を称した。4代目にあたる利清も京都で町人として生活したと見られるが、寛文12年（1672年）に43歳で没し、京都の長香寺に葬られた。長香寺は中井正清が建立した寺で、京都における中井一族の菩提寺である。利清の死の時点で、遺家族は妻（冷香院、45歳）と、長女の紋（浄円院、17歳）、長男の勘左衛門（巨勢忠善。15歳）、二女（14歳）、二男の十左衛門（巨勢由利。10歳）の4子である。
明治時代に行われた大立寺（和歌山市）住職からの聞き書き「神野嘉功筆記」（『南紀徳川史』所引）は、浄円院たちは母子三人連れで巡礼として京都から紀州に来たという伝承を記す。母親が病気のために大立寺や有田郡広浦の養源寺で世話になり、無事に熊野巡拝を終えた帰路に大立寺に立ち寄って、母子は住職の世話で和歌山城下に住むようになったのだとという。藤本清二郎はこれを踏まえ、浄円院の家族は利清の死後、生活が困窮する中で京都から「欠落」する状況となり、浄円院は母らとともに和歌山に移動したのではないかと推測する。

### 和歌山にて

#### 徳川光貞の側室となる
浄円院は紀州徳川家に女中奉公に上がり、紀州藩第2代藩主・徳川光貞の側室となった。和歌山城の大奥で湯殿番をしていた際に光貞の手がついたともされる。貞享元年（1684年）に光貞の四男・徳川吉宗（幼名は源六。以下、吉宗と記す）を出産した。吉宗は幼年期には家老加納政直のもとで育てられた。
元禄2年（1689年）、次弟の巨勢由利（十左衛門）が紀州藩に近習番として仕えた。吉宗が成長し、浄円院の地位が安定を見せたことから実現したと見られる。元禄7年（1694年）には長弟の巨勢忠善（勘左衛門）も紀州藩に近習番として仕えた。弟に遅れて仕官したことについて藤本清二郎は、忠善は浄円院らの和歌山行きに同行せず、おそらく京都にとどまっていたためと推測する。なお、忠善は元禄12年（1699年）に没し、跡目は子の巨勢至信（六左衛門）が継いだ。

#### 大名の母
元禄9年（1696年）4月14日、吉宗（13歳、当時は松平頼方）は江戸城で将軍徳川綱吉に御目見し、武家社会に登場することとなった。同年12月11日、吉宗は従四位下左近衛少将に叙された。この年、浄円院は城下近郊の松林寺の和尚に依頼し、吉宗の武運長久を祈祷した。
翌元禄10年（1697年）4月11日、綱吉が紀州藩邸を訪問した際、吉宗には越前国内で3万石の知行が与えられ、大名に列した（もっとも吉宗は領地に赴くことはなく、紀州藩が派遣した少数の家臣によって領地管理が行われた。葛野藩参照）。この頃、浄円院の親類調査が行われ、中井本家にも紀州藩から「御尋」があった。中井本家5代目当主の中井正知は、浄円院の依頼を受け、浄円院が自分の姉であるという親類書を提出した。藤本清二郎は、両者間にはこれ以前より交流があったろうこと、浄円院には父の存在を隠蔽することで零落した過去を封印する目的があり、中井本家にとっても紀州で地位を得た浄円院との良好な関係の維持は得策であったと推測する。
宝永2年（1705年）、紀州藩の隠居であった光貞が没し、浄円院は落飾した。同年、紀州藩主であった綱教（光貞の長男）、その跡を継いだ頼職（光貞の三男）が相次いで没したため、吉宗が紀州藩主となった。宝永5年（1708年）、母（冷香院）が81歳で没し、大立寺に葬った。

### 将軍生母として江戸城に入る
享保元年（1716年）、第7代将軍・徳川家継が死去し、吉宗が将軍に就任した。
享保3年（1718年）2月21日、吉宗は浄円院を和歌山から江戸に迎えることとし、若年寄の石川総茂を総責任者とする迎えの諸役人を決定した。迎えの諸役人は3月に江戸から和歌山に派遣された。浄円院は4月15日に紀州を出立。大坂で大番（二条城在番のうちの2隊）の出迎えを受け、数千人規模の大行列となって美濃路から東海道（三河・遠江国境では本坂道を利用）を通行。5月1日に江戸に到着して江戸城二の丸に入った。
浄円院の弟である巨勢由利と甥である巨勢至信は、『寛政譜』によれば享保3年（1718年）4月18日にともに召し出されて幕臣となったとある。『徳川実紀』によれば、この日には石川総茂から浄円院の和歌山出立が幕府に報告された日付であり、同時に石川総茂が和歌山において巨勢由利・至信を含む22人の紀州藩士たちを幕臣とした上で浄円院への供奉を命じたことが報告されている。
5月13日、巨勢由利は5000石を与えられて御側の上座に任じられ、巨勢至信は1000石を与えられて御小納戸に加えられた。『徳川実紀』は、浄円院の近親であるが故の「出格の庇恩」であると記す。なお、由利は翌享保4年（1719年）4月8日に没し、跡目を子の巨勢利啓が継いだ。至信ものちに加増を受け、巨勢両家はともに5000石を知行する大身旗本となった。
浄円院と中井本家との関係は、浄円院が江戸城に入ってからも続いている。中井正豊（正知の養子）の娘・お町は浄円院に仕えており、お町が旗本・岡部長盈（2000石）に嫁ぐにあたっては巨勢利啓の養妹という体裁をとっている。
享保11年（1726年）6月9日、死去。戒名は浄円院殿禅台知鏡大姉。墓所は東京都台東区にある寛永寺。

## 備考

### 出自について
- 『玉輿記』は浄円院の父を「紀州巨勢村の百姓」とし、「八百目の鍬にて一日に七畝の田を耕」す大力の持ち主であったという事績を記す[39][10]。藤本清二郎は「伝承内容が余りに具体的すぎる」としつつ、大柄な体格であったという浄円院からの付会ではないかとする[10]。
- 『柳営婦女伝系』の諸本の中には、浄円院の弟の十左衛門を「往昔は卑賎にして下京の湯屋」と記すものがあり[40][41]、類書の中には「商人」であったとするものもある[42]。『柳営婦女伝系』では巨勢家の系図の男性の通称・諱を記さないなど、浄円院や巨勢家に対する編者の侮蔑的・中傷的な態度は明白であるが[43]、記述にはもともと浄円院の生家が武家身分ではなかったことや、京都に暮らしていたことが反映されているとも見られる[10]。
- 『南紀徳川史』が引く、明治時代に記された「吉宗公逸事」は、浄円院の母は彦根の医師の二女であったが、彦根を追放されて京都で洗湯業を営む巨勢氏と結婚したとの説を記す[18]。

### 「賢母」のイメージ
根岸鎮衛『耳囊』には「浄円院様御賢徳の事」の記事があり、浄円院の人柄や振る舞いを「婦中の聖賢」と極めて高く評価している。『耳囊』の記述はおおむね以下のとおりである。
- 浄円院は「卑賤」の出であり、兄弟も紀州で「軽き町屋の者」であった。吉宗が将軍になったことにより、巨勢家の甥の2家は5000石の大身旗本となり、御側奉公を務めた。
- 吉宗は親孝行であったので日々母親の様子伺いに訪れた。浄円院は吉宗が帰るたびに「三万石の時を忘れるな」と説いた。
- もともと町人であった（武士として仕えた経験のない）巨勢両家が、親族であるという理由で大身に引き立てられたことについて、浄円院は「御国政之道理」に背くものであると吉宗に意見した。これには吉宗も困ったが、浄円院は、一旦決まったことが撤回できないならば、巨勢家の兄弟には実際の役職を与えず、子供たちの代になって器量のある者が出れば用いたらよいと述べた。結局、巨勢家の兄弟は御側仕えはしたものの、御役は務めなかった。
- 「一位様」（家宣御台所の天英院[45]）からはたびたび対面したいとの申し入れがあったが、「軽き身分」であることを理由に断り続けた。「西丸様」が口添えをしたことで一度対面が実現したが、浄円院は遠くに控え、挨拶も「一位様」付きの女中衆への挨拶にとどめて遠慮した。

近代に編纂された修身読み物（宮内省編纂の『婦女鑑』など）においては、上記『耳嚢』の記述をもとに、浄円院は慎ましやかで品行方正な女性として描かれ、幕府中興の英主である息子をよく輔弼した賢母として称揚された。
- 浄円院は将軍の母となっても、つましやかで高慢になることはなく[46][47]、侍女に対しても粗略に扱うことはなかった[46]。
- 将軍となった子の吉宗に対して、つねづね「三万石の時を忘れるな」と語った[48][46][47]。将軍となっても、かつての小国の領主であった時のことを忘れず、驕慢になってはならないという戒めである[47]。
- 吉宗が自らの身内（巨勢由利・至信。逸話類ではともに「弟」とされることがある[48][47]）に5000石を与えた際に浄円院は、2人は「もともと町人」であって功績も文武の能力もなく、ただ外戚であるという理由で高禄を与えるのは政道に反すると諫めた[48][46][47]。すでに知行が与えられて取り消すことはできないことがわかると、それならば2人には政治には関わらせず、子孫に優秀な人材が出たら用いるようにと述べた[46][47]。

### 遺骨
2007年から2009年にかけて、寛永寺谷中墓地にあった徳川家御裏方霊廟の改葬が行われた際、同所に葬られていた将軍正室・側室らの遺骨の調査が行われた。浄円院は高齢で没したにもかかわらず、遺骨には大部分の歯が残っていた。

## 登場作品
- 『大奥』（関西テレビ、1968年、演：小夜福子）
- 『暴れん坊将軍』（テレビ朝日、1978年 - 2002年、2004年、2008年、演：中村玉緒）
- 『徳川の女たち』（フジテレビ、1980年、演：谷口香）
- 『大奥』（関西テレビ、1983年、演：山田五十鈴）役名は「ゆり」
- 『八代将軍吉宗』（NHK大河ドラマ、1995年、演：山田邦子）
- 『大岡越前第15部』（TBS、1998年、演：塚本加成子）
- 『徳川風雲録 八代将軍吉宗』（テレビ東京、2008年、演：かたせ梨乃）
- 『大奥 最終章』（フジテレビ、2019年、演：松坂慶子）